# Crotonaldeído
Crotonaldeído ou Aldeído crotônico é um composto químico com a fórmula CH3CH=CHCHO. O composto existe como dois isômeros, E- e Z- dependendo da posições relativas dos grupos metil (CH3) e formil (formila) (CHO). O isômero E é o mais comum. Este líquido lacrimogênio é moderadamente solúvel em água e miscível em solventes orgânicos. Como um aldeído insaturado, o crotonaldeído é um versátil intermediário em síntese orgânica. Ocorre num variedade de produtos alimentícios, e.g. azeite de soja.

## Produção
Crotonaldeído é produzido pela condensação aldólica do acetaldeído:
2 CH3CHO   →   CH3CH=CHCHO  +  H2O
Sua principal aplicação é como um precursor para produtos químicos finos (química fina). Ácido sórbico, um conservante alimentar, e trimetil-hidroquinona, um precursor da vitamina E, são preparados do crotonaldeído. Outros derivados incluem ácido crotônico e 3-metoxibutanol.
Crotonaldeído é uma molécula multifuncional que exibe diversas reatividades. É um excelente dienófilo proquiral.  É um receptor de Michael. Adição de cloreto de metilmagnésio resulta em 3-penteno-2-ol.